# دار الكسوة
دار الكسوة الشريفة كانت ورشة فنية في القاهرة في مصر، والتي عملت من عام 1817 إلى عام 1997 م، لمدة أكثر من قرن من الزمان، والذي كان تقليدًا إسلاميًّا منذ أيام الدولة الفاطمية ثم الأيوبية ثم المملوكية، قامت بصناعة المنسوجات المقدسة للأماكن المقدسة الإسلامية في مكة والمدينة بما في ذلك الكسوة، وهي الغطاء النسيجي المزخرف للكعبة والذي يُستبدل سنويًا. وكانت تُنقل الكسوة وغيرها من المنسوجات المقدسة كل عام عبر مئات الأميال من الصحراء من القاهرة إلى مكة المكرمة على الجمال بين الحجاج. كما قامت الورشة أيضًا بتصنيع المنسوجات للأغراض الملكية والدولة، بما في ذلك الزي العسكري والشرطي لمن يعمل في الحج. وفي ذروتها في بداية القرن العشرين، وظفت الورشة أكثر من مائة حرفي لصنع المنسوجات للأماكن المقدسة. ظلت مصر ترسل الكسوة سنويًّا باستثناءات قليلة حتى عام 1962، عندما أُعيدت الكسوة المرسلة إلى مكة المكرمة غير مستخدمة. ومنذ ذلك الحين، حيث أصبحت المنسوجات تُصنع في مصنع مخصص في مكة المكرمة. المبنى الآن عبارة عن مخزن حكومي.

## الخلفية

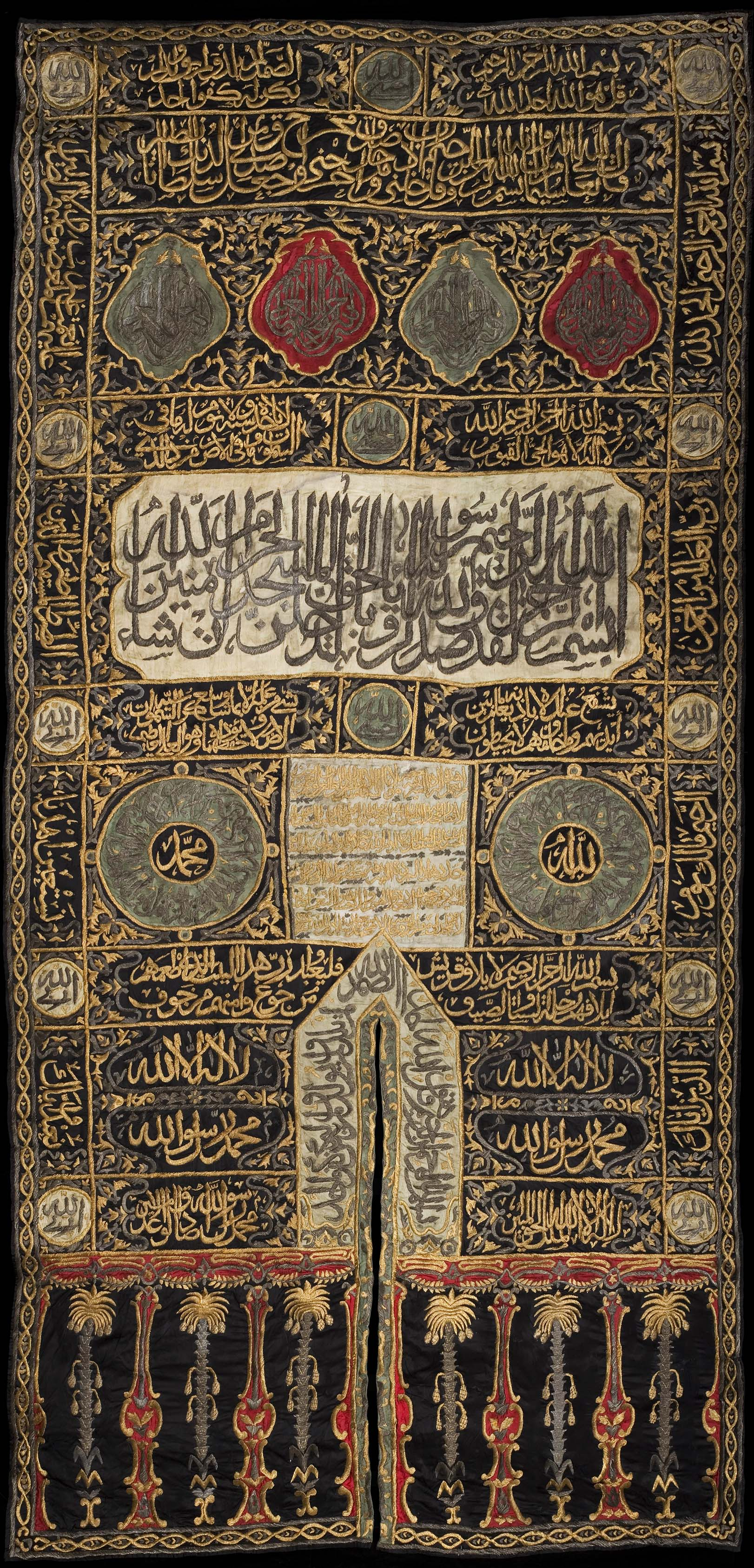
ستارة لباب الكعبة بتكليف من عبد المجيد الأول 1272 هـ (1855–6م)

كان هناك تقليد طويل، منذ بداية الإسلام، لتزيين الكعبة بالقماش القادم من مصر. ابتداءً من عام 750 هـ (1349-1350 م)، أنشأ السلطان المملوكي الصالح إسماعيل وقفًا خصص عائدات ثلاث قرى مصرية لتمويل غطاء جديد للكعبة كل عام، وأغطية لقبر النبي ولمنبر مسجد النبي، والتي كانت تُستبدل كل خمس سنوات. وفي عام 1540، أضاف السلطان العثماني سليمان القانوني سبع قرى أخرى إلى الترتيب. صُنعَت في أماكن مختلفة في مصر على مر القرون حتى أُنشئَت ورشة عمل مخصصة.

## التاريخ
تقع الورشة في شارع الخرنفش بحي الجمالية بالقاهرة. تأسست عام 1817 على يد محمد علي باشا، والي مصر العثماني. كان في الأصل باسم ورشة الخرنفش، وهو مجمع كبير يعمل فيه حوالي 4000 حرفي لصنع العديد من أنواع المنسوجات. ألغى المحافظ الوقف القائم والذي كان يستمد أمواله من عشر قرى؛ ومنذ ذلك الحين، مُولَت المنسوجات المقدسة مباشرة من الخزانة المصرية. بحلول ثمانينيات القرن التاسع عشر، أصبح الجزء الأكبر من المجمع مهجورًا. وقد استولت الحكومة على الجزء المتبقي وخصصته لإنتاج المنسوجات للأماكن المقدسة. وكان يُعرف آنذاك باسم مصلحة الكسوة الشريفة. وفي عام 1953 أصبحت الورشة جزءًا من وزارة الأوقاف المصرية وتغير اسمها إلى دار الكسوة الشريفة.

## الناتج

### المنسوجات المقدسة في الإسلام

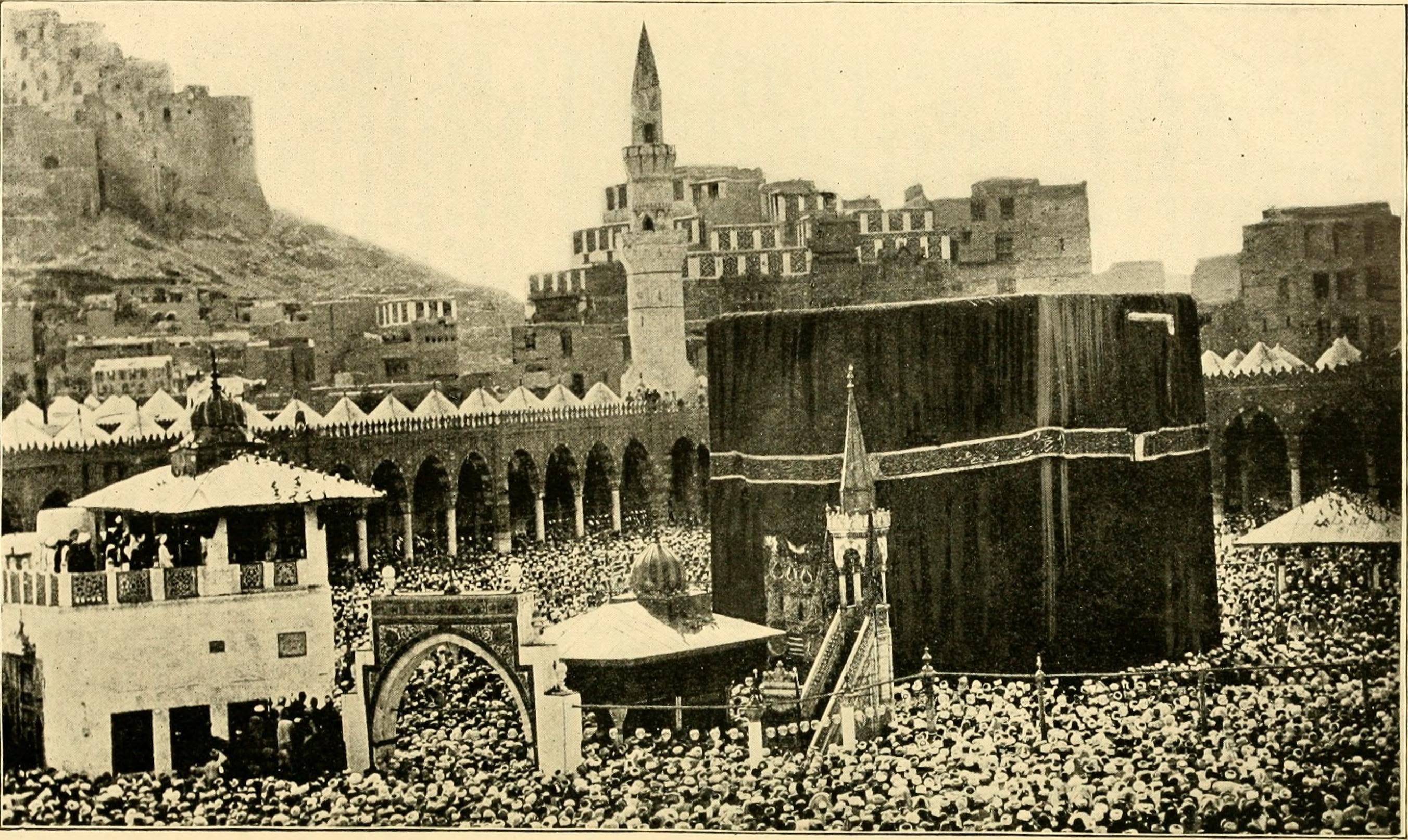
الكعبة المشرفة عام 1897م مع غطائها النسيجي المميز بما في ذلك الحزام والستارة

الكعبة هي أقدس مكان في الإسلام. يتكون غطاؤها المميز من قطع نسيجية مختلفة، وهي من أكثر الأشياء قدسية في الفن الإسلامي. الكسوة هي الغطاء الشامل والحزام هو حزام يحيط بها، على مسافة ثلثي المسافة إلى الأعلى. الستارة التي تغطي باب الكعبة، تُعرف أيضًا باسم البرقع. تغيّرت التصميمات الأساسية للحزام والستارة بشكل غير متكرر من القرن السادس عشر إلى الوقت الحاضر، على الرغم من أن أنظمة الألوان وتفاصيل التطريز تتغير من عام إلى آخر بحيث لا يتشابه أي ستارتين. كُتبَت النقوش على الورق ثم طُرزت بسلك من الذهب والفضة. وتشمل هذه الآيات آيات من القرآن الكريم وأدعية إلى الله، بالإضافة إلى أسماء الحكام الذين كلفوا بصناعة المنسوجات. بمتوسط 5.75 متر (18.9 قدم) في 3.5 متر (11 قدم)، تُجمع الستارة عن طريق خياطة أربع لوحات نسيجية منفصلة معًا. ويُجمع الحزام أيضًا من ثمانية ألواح (اثنان لكل جدار من جدران الكعبة).
ومن المنسوجات المقدسة الأخرى ستارة منبر المسجد النبوي وباب الكعبة الداخلي، وكذلك كيس الحرير لمفتاح الكعبة. وهناك أيضًا قطعة لمقام إبراهيم وهو حجر مربع صغير يقع بالقرب من الكعبة، والذي يحمل، بصمة قدم إبراهيم. كان يُوضع في مبنى يسمى مقصورة إبراهيم. وكان غطاء مقام إبراهيم وستارة مقصورة إبراهيم من بين المنسوجات التي اُستبدلَت بانتظام في دار الكسوة حتى عام 1940 م.

تطلّب تصنيع هذه المنسوجات ما يقرب من ألف متر من الحرير، بالإضافة إلى الأسلاك الفضية المذهبة، والأسلاك الفضية البيضاء، والقطن، والكتان. كانت هناك إجراءات صارمة موضوعة لتتبع الأسلاك الفضية الثمينة، بما في ذلك وزن المواد المدخلة والمنسوجات النهائية. إلى جانب المنسوجات، أرسلَت دار الكسوة الحبال لربط الكسوة بالكعبة والحرير الاحتياطي في حالة احتياج الكسوة إلى الإصلاح. أُرسلَت المنسوجات الخاصة بالكعبة إلى مكة على الجمال مع قافلة الحج السنوية. وقد خُصّص جزء من مبنى دار الكسوة لإسطبلات الإبل. قبل الرحلة عبر الصحراء، كان الجمل الذي سيحمل الكسوة يُعرض في القاهرة، مرتديًا أقمشة ملونة. حتى عام 1953 م، كانت قافلة الحجاج من القاهرة إلى مكة تتضمن المحمل، وهو عبارة عن نقالة احتفالية لا تحتوي على ركاب. وكان غطاء القماش المتقن للمحمل من مسؤولية دار الكسوة أيضًا.

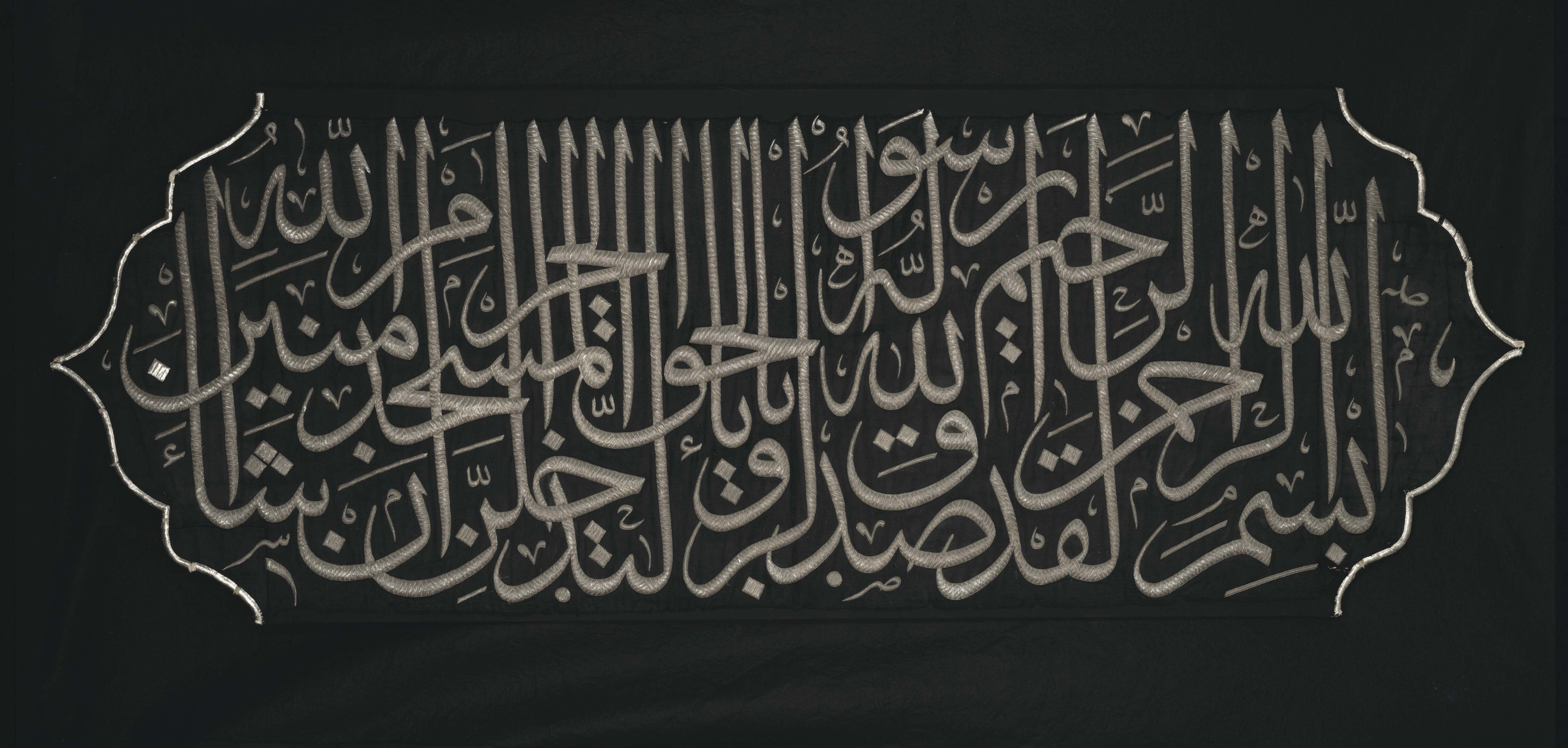
لوحة من ستارة باب الكعبة، القرن التاسع عشر
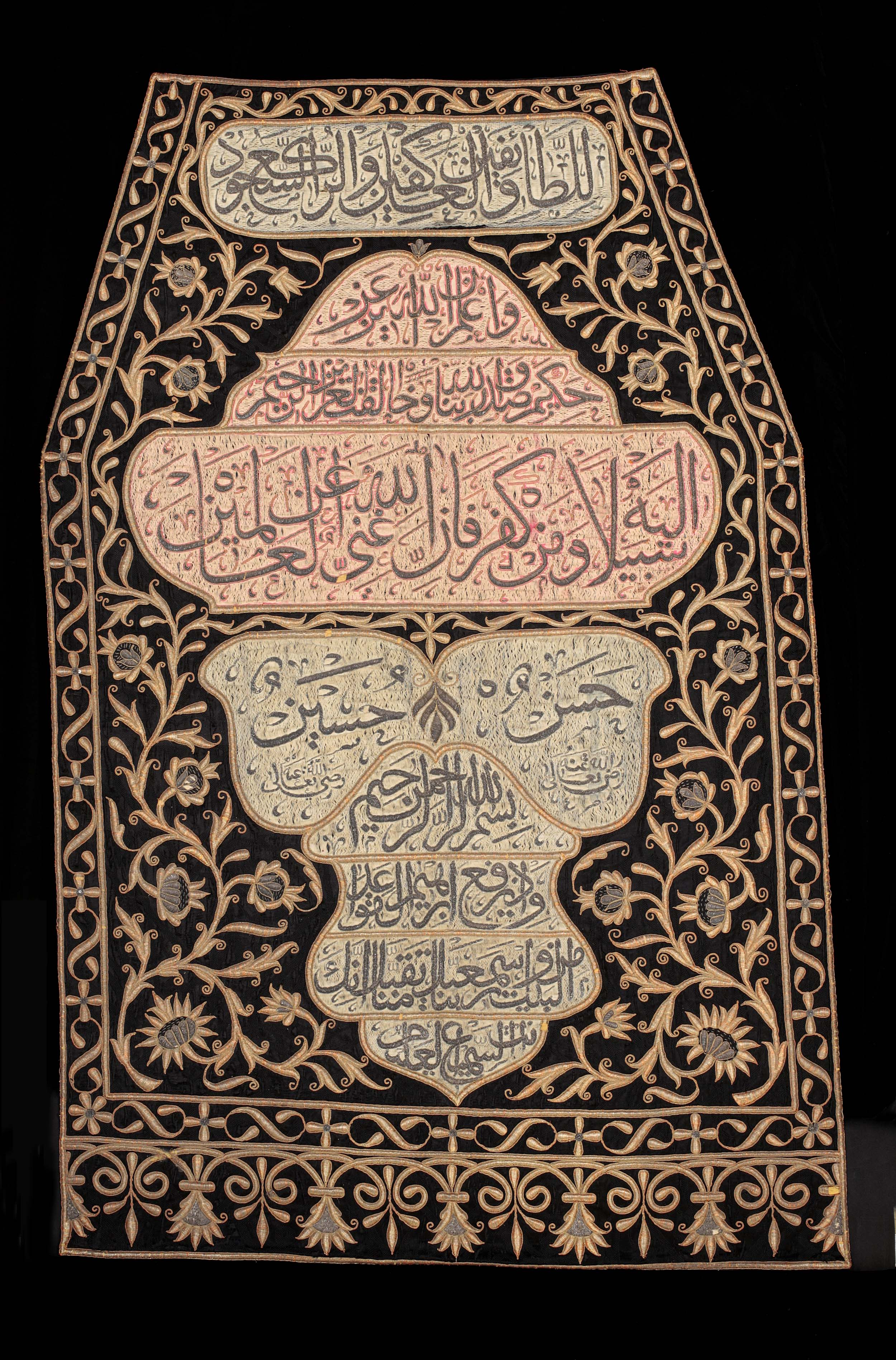
مقطع من كسوة مقام إبراهيم، أواخر القرن التاسع عشر
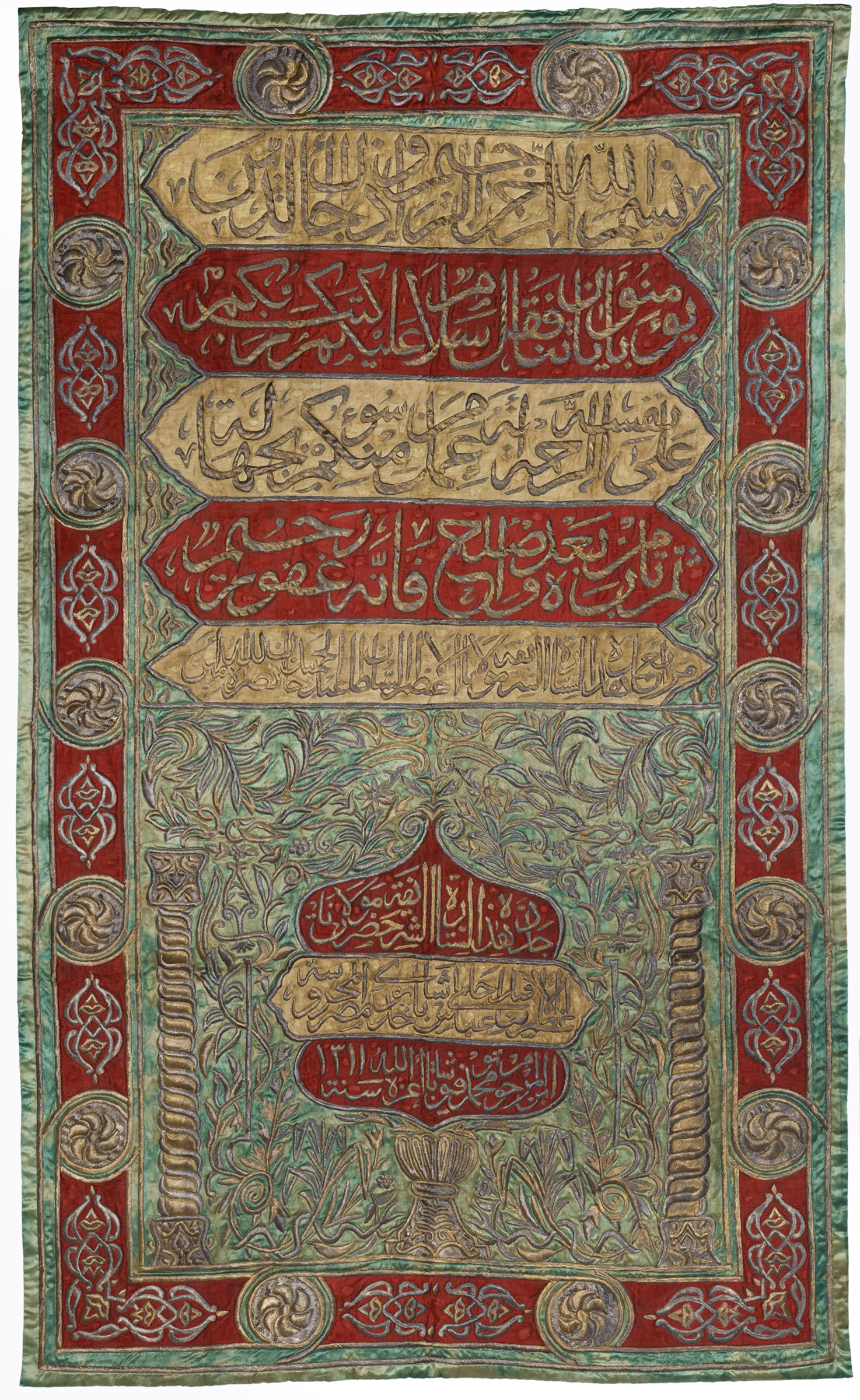
ستارة باب الكعبة الداخلي ( باب التوبة) بتاريخ 1311 هـ (1893-1894م)
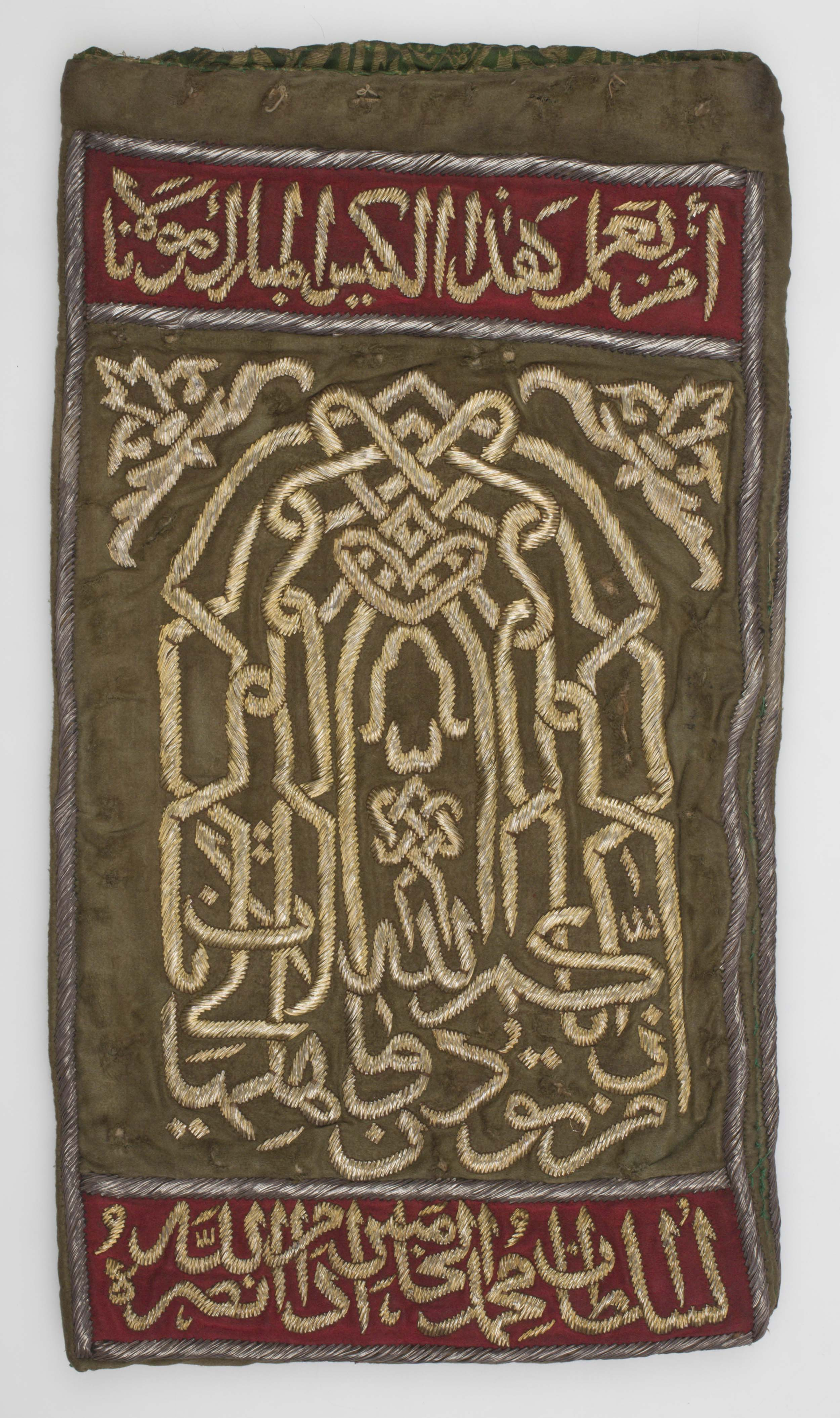
حقيبة مفتاح الكعبة، سنة 1327 هـ (1909-1910 م)

### المنسوجات الأخرى
كما أنتجت الورشة علامات الرتب للجيش والشرطة بالإضافة إلى الملابس والزي الرسمي الذي يدل على رتب البك والباشا، وهذا تقليد مستمر من ديوان الطراز. قام المطرزون في دار الكسوة بصنع مجموعة متنوعة من المنسوجات الخاصة للعملاء الملكيين، بما في ذلك فستان للملكة نازلي من مصر وستارة باب لابنة سلطان بروناي. كما قاموا أيضًا بتطريز أغطية لمقابر الصالحين مثل البقيع.

## العمال
في بداية القرن العشرين، كان يعمل في الورشة أكثر من مائة حرفي، بما في ذلك 47 مطرزًا. وكان عقد العمال ينص على أن يعملوا ستة أيام في الأسبوع، باستثناء الأعياد الرسمية والدينية. كان عملهم محددًا بخطط وجداول زمنية صارمة، وكان من الممكن حرمانهم من الأجر في حالة الانحراف. وكان من بين العمال خطاطون بارعون مثل عبد الله زهدي الذي صمم نقوشًا للكعبة والمسجد النبوي؛ ومصطفى الحريري، تلميذ زهدي؛ ومصطفى غزلان، خطاط الملك فؤاد الأول. نُظمَت الورشة إلى أقسام، ولكل منها رئيسها الخاص، المسؤول عن غزل وصباغة الخيوط، ونسج الخيوط، وغزل وتذهيب الأسلاك الفضية، والتطريز. وكان مدير الورشة بأكملها يُعرف باسم معمر الكسوة الشريفة.
في مقابلة أُجريَت مع حفيد أحمد المخرجين السابقين في عام 2021، وصف الحفيد كيف كان الحرفيون في عشرينيات القرن العشرين يستعدون أنفسهم بالمشاعر الروحية قبل العمل على الكسوة.
| دار الكسوة | كانوا ينقسمون إلى مجموعتين يجلسون متقابلين فيتوضؤون ثم يغسلون أيديهم بماء الورد ويقرأون سورة الفاتحة ويبدأون عملهم الذي استغرق سنة كاملة. | دار الكسوة |

## الجوائز

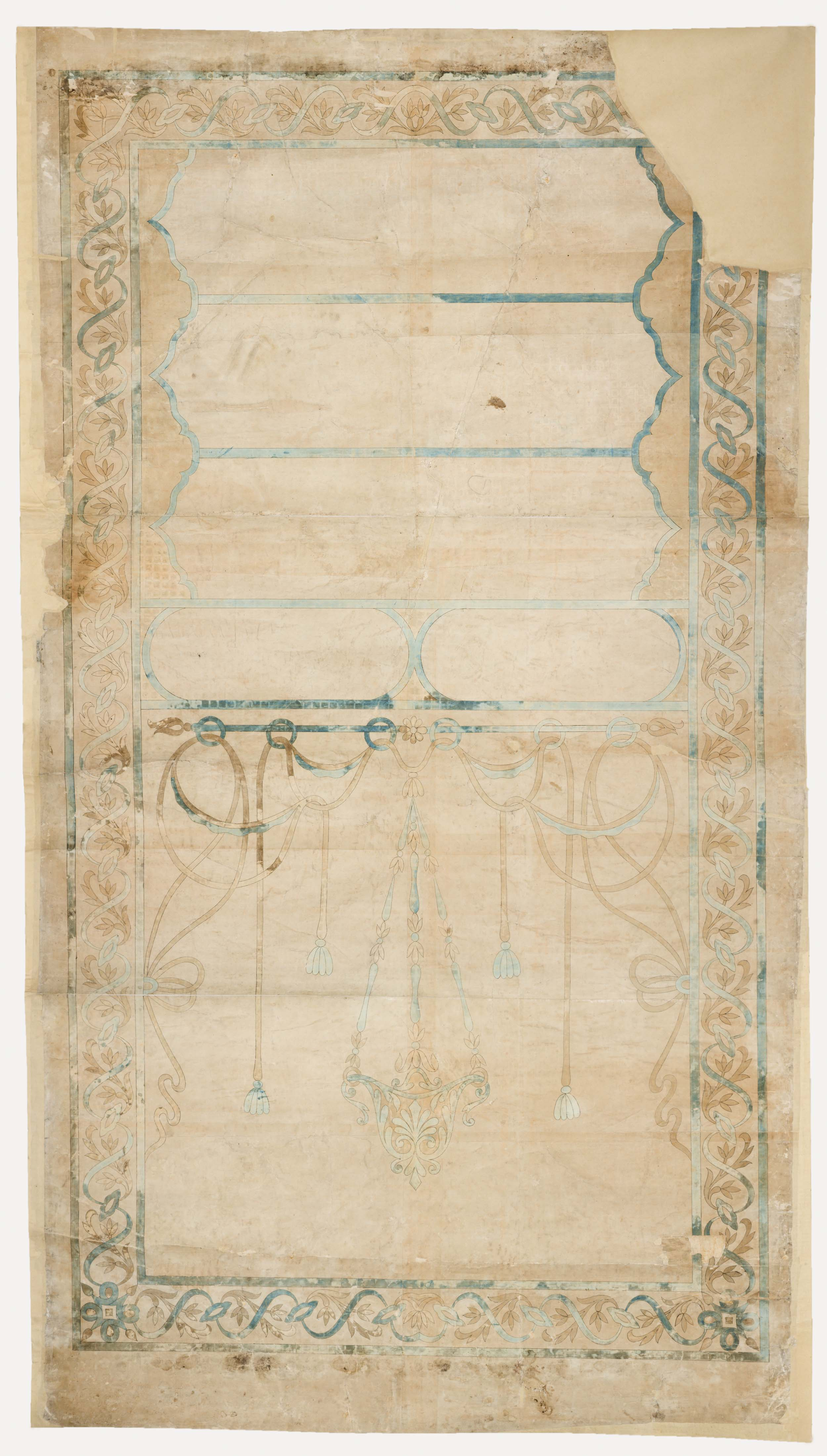
قالب ورق لستارة منبر الحرم المكي الشريف

وأرسلت الورشة نماذج من أعمالها إلى معارض وطنية ودولية، وحصلت على جوائز. وفي المعرض الزراعي والصناعي الذي أقيم بالقاهرة عام 1926، حصلت على الميدالية الذهبية وشهادة التقدير، ثم فازت بالجائزة الأولى في معرض عام 1931. فازت بجائزة Diplôme de Médaille d'Or ("دبلوم الميدالية الذهبية") في كل من معرض عام 1930 في لييج والمعرض الدولي للفنون والتقنيات في الحياة الحديثة في باريس عام 1937 م.

## الانحدار والإرث
في عشرينيات القرن العشرين، بعد غزو الدولة السعودية لمملكة الحجاز افتتح الملك عبد العزيز (ابن سعود) مصنعًا للنسيج في مكة المكرمة؛ وفي عام 1927، اُستخدمَت الكسوة المنتجة مباشرة في المملكة العربية السعودية لأول مرة في التاريخ الإسلامي، ولأول مرة خرجَ إنتاج الكسوة من القاهرة منذ عهد الفاطميين. طوال الفترة التي استمرت لعشر سنوات حتى عام 1936، أُنتجَت الكسوة في مكة المكرمة وليس القاهرة. في عام 1962، وبسبب التوترات السياسية بين مصر (التي كانت تسمى آنذاك الجمهورية العربية المتحدة) والمملكة العربية السعودية، رفضت السلطات السعودية كسوة من دار الكسوة، وأعادتها إلى مصر. منذ انتهاء العلاقة في عام 1962، أصبح مصنع مكة هو المكان الذي يُنتج فيه المنسوجات المقدسة، باستخدام مزيج من الحرف التقليدية والتقنية الرقمية الحديثة. وعلى مدى العقود التالية، ركّزت دار الكسوة على الألواح الزخرفية للمساجد الأخرى. تقدمت القوى العاملة في السن ولم تُستبدل، لذا انخفض عدد الموظفين إلى عدد قليل جدًا. أُغلقَت دار الكسوة رسميًا في عام 1997؛ المبنى الذي كان يضمها هو الآن مساحة تخزين لوزارة الأوقاف المصرية، واعتبارًا من عام 2017، أصبح في حالة سيئة.
وتضم مجموعة الخليلي للحج وفنون الحج بعض المنسوجات التي أنتجتها الورشة، بالإضافة إلى المواد المستخدمة في إنتاجها والوثائق الأرشيفية. تتضمن هذه المواد قوالب ورقية تستخدم كقوالب للتطريز، وأدوات، ولفائف من الأسلاك الفضية.

## روابط خارجية
- فن الحج: دار الكسوة، معرض إلكتروني لقطع من ورشة العمل
- "الحج وقصة المحمل العجيبة"، يوروبيانا، 17 تموز 2012